# 中世思想原典集成
中世思想原典集成（ちゅうせいしそうげんてんしゅうせい）は、中世ヨーロッパを中心に古代から近世までのキリスト教神学・哲学関連書籍・文献を網羅する原典訳叢書（平凡社）。上智大学中世思想研究所編。
1992年から2002年に全21巻が刊行。2018年春より中世思想原典集成（第Ⅱ期）が刊行開始。
2018年秋から翌19年秋に、下記の平凡社ライブラリー（全7巻）で新編（精選）再刊。

## 構成
以下のタイトルはより。
- 第1巻 - 初期ギリシア教父
- 第2巻 - 盛期ギリシア教父
- 第3巻 - 後期ギリシア教父・ビザンティン思想
- 第4巻 - 初期ラテン教父
- 第5巻 - 後期ラテン教父
- 第6巻 - カロリング・ルネサンス
- 第7巻 - 前期スコラ学
- 第8巻 - シャルトル学派
- 第9巻 - サン＝ヴィクトル学派
- 第10巻 - 修道院神学
- 第11巻 - イスラーム哲学
- 第12巻 - フランシスコ会学派
- 第13巻 - 盛期スコラ哲学
- 第14巻 - トマス・アクィナス
- 第15巻 - 女性の神秘家
- 第16巻 - ドイツ神秘思想
- 第17巻 - 中世末期の神秘思想
- 第18巻 - 後期スコラ学
- 第19巻 - 中世末期の言語・自然哲学
- 第20巻 - 近世のスコラ学
- 第21巻 - 中世思想史[2]・総索引

第Ⅱ期
- トマス・アクィナス 真理論 上（2018年3月）
- トマス・アクィナス 真理論 下
- アンセルムス著作集・書簡集（2022年11月）

中世思想原典 精選
- 第1巻 - ギリシア教父・ビザンティン思想集成
- 第2巻 - ラテン教父の系譜
- 第3巻 - ラテン中世の興隆1
- 第4巻 - ラテン中世の興隆2
- 第5巻 - 大学の世紀1
- 第6巻 - 大学の世紀2
- 第7巻 - 中世後期の神秘思想

## 収録作品

### 第1巻 - 初期ギリシア教父
「正統教義の確立」と「信仰の世界化」という課題を前にした初期ギリシア教父の主著14編。
- 『十二使徒の教え』
- ユスティノス『ユダヤ人トリュフォンとの対話』
- アンティオケイアのテオフィロス（英語版）『アウトリュコスに送る』
- エイレナイオス『使徒たちの使信の説明』
- アレクサンドレイアのクレメンス『ストロマテイス』『救われる富者は誰か』
- ローマのヒッポリュトス『ノエトス駁論』
- オリゲネス『創世記講話/出エジプト記講話/民数記講話』
- グレゴリオス・タウマトゥルゴス（英語版）『信仰告白』『テオポンポスへ――神における受苦と不受苦について』
- オリュンポスのメトディオス『シュンポシオン（饗宴）あるいは純潔性について』
- カイサレイアのエウセビオス『福音の論証』
- アレクサンドレイアのアタナシオス『アントニオス伝』

### 第2巻 - 盛期ギリシア教父
「ギリシア文化とキリスト教との創造的融合」に努め、「世界宗教としてのキリスト教」への飛躍を準備した「カッパドキア三星」ほかの主著全14編。
- アレイオス『書簡集』
- アレクサンドレイアのアレクサンドロス『すべての司教への手紙』
- カイサレイアのエウセビオス『教区の信徒への手紙』
- アタナシオス『言の受肉』
- エルサレムのキュリロス『洗礼志願者のための秘義教話』
- バシレイオス『修道士大規定』『ヘクサエメロン（創造の六日間）』『書簡集』
- ナジアンゾスのグレゴリオス『神学講話』『クレドニオスへの第一の手紙』
- ニュッサのグレゴリオス『雅歌講話』『人間創造論』『教理大講話』
- ヨアンネス・クリュソストモス『神の把握しがたさについて』

### 第3巻 - 後期ギリシア教父・ビザンティン思想
5世紀から14世紀まで、東方で展開された神秘思想。全18編。
- エウアグリオス・ポンティコス『修行論』
- ネストリオス『アレクサンドレイアのキュリロスへの第二の手紙』
- アレクサンドレイアのキュリロス『書簡集』『キリストがひとりであること』
- 偽マカリオス『説教集』『大書簡』
- 偽ディオニュシオス・アレオパギテス『天上位階論』『神秘神学』『書簡集』
- ヨアンネス・クリマクス『楽園の梯子』
- 証聖者マクシモス『愛についての四〇〇の断章』
- ダマスコスのヨアンネス『知識の泉』
- ストゥディオスのテオドロス（英語版）『聖画像破壊論者への第一の駁論』
- 新神学者シメオン『一〇〇の実践的・神学的主要則』
- ミカエル・プセロス『書簡／哲学小論集』
- グレゴリオス・パラマス『聖なるヘシュカスト（静寂主義者）のための弁護』『講話集』
- ニコラオス・カバシラス『聖体礼儀註解』

### 第4巻 - 初期ラテン教父
西方キリスト教の精神的・実践的基盤を成す重要著作26編。
- テルトゥリアヌス『洗礼について』『魂の証言について』『殉教者たちへ』
- ノウァティアヌス『貞操の賜物について』
- キュプリアヌス『主の祈りについて』『カトリック教会の一致について』『背教者について』『善行と施しについて』『死を免れないことについて』
- ラクタンティウス『神の怒りについて』
- マリウス・ウィクトリヌス（英語版）『アリウス主義者カンディドゥスのウィクトリヌスへの手紙/アリウス主義者カンディドゥスへの手紙』『讃歌』
- ポワティエのヒラリウス『三位一体論/讃歌』
- アンブロシウス『エクサメロン（天地創造の六日間）』
- ヒエロニュムス『最初の隠修士パウルスの生』『書簡集』
- プルデンティウス『アポテオシス（キリスト頌歌）』
- ノラのパウリヌス（英語版）『歌謡三一』
- スルピキウス・セウェルス（英語版）『聖マルティヌス伝』
- ペラギウス『デメトリアスへの手紙』
- アウグスティヌス『三位一体論』『修道規則』
- ヨハネス・カッシアヌス（英語版）『霊的談話集』
- アクイタニアのプロスペル（英語版）『ルフィヌスへの手紙――恩恵と自由意志について』
- レオ1世『書簡二八――コンスタンティノポリスのフラウィアヌスへの手紙（レオのトムス）』
- アルルのカエサリウス（英語版）『修道士のための戒律/修道女のための戒律』

### 第5巻 - 後期ラテン教父
古代学芸の受容、信仰理解の体系化、修道制の確立等に大きな役割を果たした西方の教父群。ラテン教会は彼らにより基盤を得て、飛躍を遂げる。全11編。
- ボエティウス『ポルフュリウス・イサゴーゲー註解』『三位一体論』『エウテュケスとネストリウス駁論』
- ヌルシアのベネディクトゥス『戒律』
- カッシオドルス『綱要』
- ブラガのマルティヌス（英語版）『田舎者たちへの訓戒』
- グレゴリウス1世『対話』
- セビリャのイシドルス『語源』『著名者列伝』
- トレドのイルデフォンスス『著名者列伝』
- リギュジェのデフェンソル『火花の書』

### 第6巻 - カロリング・ルネサンス
古典古代と教父時代の遺産を受け継ぎ、自立へと向かう若いヨーロッパの清新な思想的営為。全20編。 
- ボニファティウス『書簡集』
- ベーダ・ウェネラビリス『福音書説教集』『事物の本性について』
- アルクイヌス『文法学』『ヨーク教会の司教、王ならびに聖人たちについて』
- カール大帝『書簡集』
- テオドゥルフス『詩歌集』
- アゴバルドゥス『神の判決について』
- ヒルドゥイヌス『聖ディオニュシウスの生涯』
- ラバヌス・マウルス『聖職者の教育について』『事物の本性について』『霊魂論』
- オルレアンのヨナス（英語版）『王の教育について』
- フレデギスス『無と闇の実在について』
- ヴァラフリド・ストラボ『ヴェッティヌスの幻視』
- フェリエールのルプス（英語版）『書簡集』
- ヨハネス・エリウゲナ『ペリフュセオン（自然について）』
- ノートケル『讃歌集』
- エルフリック『対話』『説教集』

### 第7巻 - 前期スコラ学
都市の学校を母体とする新しい学問の発展。全19編。
- ペトルス・ダミアニ『書簡一一七――聖なる純朴について』
- カンタベリーのアンセルムス『モノロギオン』『プロスロギオン』『言の受肉に関する書簡（初稿）』『哲学論考断片（ランベス写本五九）』『瞑想』
- ランのアンセルムス（英語版）『命題集』
- ロスケリヌス『アベラルドゥスへの手紙』
- シャンポーのギヨーム（英語版）『命題集』
- ペトルス・アベラルドゥス『ポルフュリウス註解（イングレディエンティブス）』『然りと否』『倫理学』
- ホノリウス・アウグストドゥネンシス（英語版）『不可避なこと』
- ペトルス・ウェネラビリス（英語版）『書簡集』『奇跡について』
- ペトルス・ロンバルドゥス『命題集』
- ムランのロベルトゥス（英語版）『命題集』
- ドミニクス・グンディサリヌス（英語版）『哲学の区分』
- ブロワのペトルス『キリスト教的友愛について、および神への愛と隣人愛について』

### 第8巻 - シャルトル学派
近代のルネサンスの前の中世ルネサンスとしての「12世紀ルネサンス」を主導した学派の知的営為。全11篇。
- シャルトルのフルベルトゥス『詩集』
- シャルトルのベルナルドゥス『プラトン註釈』
- ギルベルトゥス・ポレタヌス『ボエティウス　デ・ヘブドマディブス註解』
- コンシュのギヨーム『宇宙の哲学』『プラトン・ティマイオス逐語註釈』
- シャルトルのティエリ『六日の業に関する論考』『ヘプタテウコン（七自由学芸の書）』
- ベルナルドゥス・シルヴェストリス『コスモグラフィア（世界形状誌）』
- ソールズベリーのヨハネス『メタロギコン』
- アラスのクラレンバルドゥス『創世記についての小論考』
- アラヌス・アブ・インスリス『アンティクラウディアヌス』

### 第9巻 - サン＝ヴィクトル学派
12世紀パリ、サン＝ヴィクトル修道院に集った思想家の学習論、観想論、聖書解釈等。全9編。
- サン・ヴィクトルのフーゴー『ディダスカリコン（学習論）――読解の研究について』『魂の手付け金についての独語録』
- サン・ヴィクトルのアダム『セクエンティア集』
- サン・ヴィクトルのアカルドゥス『神の一性と被造物の多数性について』
- サン・ヴィクトルのリカルドゥス『大ベニヤミン――観想の恩寵について』『三位一体論』『力強い愛の四つの段階について』
- サン・ヴィクトルのアンドレアス『七書註解』
- サン・ヴィクトルのゴドフロワ『哲学の泉』

### 第10巻 - 修道院神学
11～12世紀、シトー会などの修道院・修道会で育まれた観想的神学。全17編。
- フェカンのヨハネス『神学的告白』
- カンタベリーのランフランクス『書簡集』
- カンタベリーのアンセルムス『書簡三七』
- カンタベリーのエアドメルス『聖母マリアの御やどりについて』
- ドイツのルペルトゥス『ヨハネ福音書註解』
- シトー会『愛の憲章（後期の）』
- イニーのグエリクス『説教集』
- グイゴ『シャルトルーズ修道院慣習律』
- サン=ティエリのギヨーム『愛の本性と尊厳について』『神の観想について/ギヨーム師の祈り』『コンシュのギヨームの誤謬について――ベルナルドゥスへの手紙』
- クレルヴォーのベルナルドゥス『主日・祝日説教集』『ギヨーム修道院長への弁明』『恩恵と自由意思について』
- ハーフェルベルクのアンセルムス『修道参事会員の身分のための弁明書簡』
- イサアク・デ・ステラ『魂についての書簡』
- リーヴォーのアエルレドゥス『霊的友愛について』

### 第11巻 - イスラーム哲学
西欧に先駆けて古代ギリシアの知的遺産を継承・発展させたイスラーム世界の哲学、神学、神秘主義の重要著作。全14編。
- キンディー『知性に関する書簡』
- ファーラービー『有徳都市の住民がもつ見解の諸原理』『知性に関する書簡』
- イフワーン・アッサファー『イフワーン・アッサファー書簡集』
- キルマーニー『知性の安息』
- イブン・シーナー（アヴィセンナ）『救済の書』
- ガザーリー『イスラーム神学綱要』『光の壁龕』
- イブン・バーッジャ『孤独者の経綸』『知性と人間の結合』
- イブン・トゥファイル『ヤクザーンの子ハイイの物語』
- イブン・ルシュド（アヴェロエス）『矛盾の矛盾』『霊魂論註解』
- スフラワルディー『光の拝殿』

### 第12巻 - フランシスコ会学派
托鉢修道会の一方の雄に集った主要思想家。全15編。
- フィオーレのヨアキム『新約と旧約の調和の書』
- アッシジのフランチェスコ『公認された会則/信者宛書簡一・二/遺言』
- ヘールズのアレクサンデル『神学大全』
- パドヴァのアントニウス『主日説教集/祝日説教集』
- ヨークのトマス『説教――われらの主イエス・キリストの受難について』
- トゥルネのギルベルトゥス『平和について』
- ボナヴェントゥラ『すべての者の唯一の教師キリスト』『無名の教師に宛てた三つの問題についての書簡』『諸学芸の神学への還元』『討論問題集――キリストの知について』『命題集註解』
- ロジャー・ベーコン『大著作』
- ヤコポーネ・ダ・トーディ『讃歌』
- アクアスパルタのマタエウス『定期討論集――認識について』
- ペトルス・ヨハニス・オリヴィ『受肉と贖罪についての問題集』

### 第13巻 - 盛期スコラ哲学
アリストテレス哲学の受容に伴う13世紀スコラ学の自己革新の諸相を、自然学、認識論、存在論など多様な領域にわたって総覧。全19編。
- ディナンのダヴィド『クアテルヌリ（小四部作）――区分について』
- オーセールのギヨーム『黄金大全』
- オーヴェルニュのギヨーム『三位一体論』
- 総長フィリップス『善についての大全』
- ロバート・グロステスト『物体の運動と光』『真理論』『命題の真理』『神の知』
- バルトロマエウス・アングリクス『事物の属性について』
- ボーヴェのウィンケンティウス『大きな鏡』
- アルベルトゥス・マグヌス『形而上学』『ディオニュシウス神秘神学註解』『動物論』
- シュトラスブルクのウルリヒ『最高善について』
- ブラバンのシゲルス『世界の永遠性について』
- パリ司教エティエンヌ・タンピエ『一二七〇年の非難宣言/一二七七年の禁令』
- ガンのヘンリクス『任意討論集』
- アエギディウス・ロマヌス『哲学者たちの誤謬』
- フライベルクのディートリヒ『至福直観について』

### 第14巻 - トマス・アクィナス
スコラ学の大成者トマスの神学・哲学・信仰の全容を窺う重要著作12編。
- 『聖書の勧めとその区分』
- 『聖書の勧め』
- 『存在者と本質について』
- 『ボエティウス三位一体論註解』
- 『ボエティウス　デ・ヘプドマディプス註解』
- 『命題論註解』
- 『形而上学註解』
- 『知性の単一性について――アヴェロエス主義者たちに対する論駁』
- 『離存的実体について（天使論）』
- 『使徒信条講話』
- 『種々の敬虔な祈り』
- 『兄弟ヨハネスへの学習法に関する訓戒の手紙』

### 第15巻 - 女性の神秘家
主要な女性神秘家の代表作18編。
- ビンゲンのヒルデガルト『スキヴィアス（道を知れ）』『隠遁修道女戒律』
- ハデウェイヒ『幻視』
- ナザレトのベアトレイス『愛の七段階』
- マクデブルクのメヒティルト『神性の流れる光』
- マルグリット・ドワン『鏡』
- ハッケボルンのメヒティルト『特別な恩寵の書』
- フォリーニョのアンジェラ『幻視と教えの書』
- ヘルフタのゲルトルート『神の愛の使者』
- マルグリット・ポレート『単純な魂の鏡』
- クリスティーネ・エーブナー『溢れる恩寵についての書』
- マルガレータ・エーブナー『主の祈り』
- スウェーデンのビルギッタ『天使の説教』
- ノリッジのジュリアン『神の愛の啓示』
- シエナのカタリナ『書簡集』
- マージェリー・ケンプ『マージェリー・ケンプの書』
- ローマのフランチェスカ『幻視』
- ジェノヴァのカタリナ『煉獄論』

### 第16巻 - ドイツ神秘思想
中世後期ドイツの民衆的霊性とスコラ的思弁の興隆のなかで形成された独自の思想伝統。
- 『ザンクト・トルートペルトの雅歌』
- ザクセンのヨルダヌス『書簡集』
- アウクスブルクのダーヴィト『祈りの七つの階梯』『主の祈り』
- レーゲンスブルクのベルトルト『説教二――五つのタラントンについて』
- 『シュヴァルツヴァルト説教集』
- マイスター・エックハルト
  - 『主の祈り講解』
  - 『命題集解題講義（コラティオ）』
  - 『一二九四年の復活祭にパリで行われた説教』
  - 『聖アウグスティヌスの祝日にパリで行われた説教』
  - 『パリ討論集』
  - 『集会の書（シラ書）二四章二三―三一節についての説教と講解』
  - 『三部作への序文』
  - 『高貴なる人間について』
- ビベラハのルドルフ『永遠性に至る七つの道について』
- シュトラスブルクのニコラウス『説教集』
- グリュンディヒのエックハルト『能動知性と可能知性について』
- 『霊的貧しさについての書』
- 『知的魂の楽園』
- ハインリヒ・ゾイゼ『永遠の知恵の書』
- ヨハネス・タウラー『説教集』
- ザクセンのルドルフス『キリストの生涯』
- ルールマン・メルスヴィン『新たなる人生の始まりの四年』
- リンダウのマルクヴァルト『十戒の書』『ドイツ語説教集』
- トーマス・ポイントナー『救いに満ちた死を迎える技法』
- カストルのヨハネス『神との一致について』
- ヴァーギングのベルナルドゥス『〈ドクタ・イグノランティア〉の讃美、またそれに対する愛への招待』
- カルトゥジア会のディオニュシウス『先行する諸著作における主要な困難についての必要最小限の解決』
- （偽）フリューエのニコラウス『巡礼者の書』

### 第17巻 - 中世末期の神秘思想
14～15世紀の英国、ネーデルラント、フランス、ドイツに開花した神秘思想の精華14著作。
- リチャード・ロウル『愛の火』
- 『無知の雲』の著者『秘かなる勧告の書』
- ウォルター・ヒルトン『完徳に関する八章』『天使の歌』『完徳の階梯』
- ヤン・ファン・ルースブルーク『霊的婚姻』『「燦めく石」あるいは「指環」について』
- トマス・ア・ケンピス『貧者の宿』
- ヘンドリク・ヘルプ『完徳への人間の過程』
- ジャン・ジェルソン『神秘神学』
- ニコラウス・クザーヌス
  - 『創造についての対話』
  - 『知恵に関する無学者の対話』
  - 『信仰の平和』
  - 『テオリアの最高段階について』

### 第18巻 - 後期スコラ学
汎知学的神秘主義から唯名論へ。スコラ学の変貌と経験論への道程。全14篇。
- ライムンドゥス・ルルス『愛する者と愛された者についての書』
- フォンテーヌのゴドフロワ『任意討論集』
- ヨハネス・ドゥンス・スコトゥス
  - 『命題集註解（オルディナティオ）第一巻』
  - 『命題集註解（オルディナティオ）第二巻』
  - 『任意討論集』
  - 『第一原理についての論考』
- ペトルス・アウレオリ『命題集第一巻註解』
- パドヴァのマルシリウス『平和の擁護者』
- ウィリアム・オッカム
  - 『命題集第一巻註解（オルディナティオ）』
  - 『アリストテレス命題論註解』
  - 『未来の偶然事に関する神の予定と予知についての論考』
  - 『任意討論集』
- ヨハネス・ブリダヌス『霊魂論問題集』
- アダム・デ・ヴォデハム『命題集第一巻第二講義』

### 第19巻 - 中世末期の言語・自然哲学
論理学、文法論、運動論など、13～14世紀における思考と学知の精密化の諸相およびその影響。全9編。
- ペトルス・ヒスパヌス『論理学論集』
- オートルクールのニコラウス『書簡集』『断罪箇条』
- パリ大学学芸学部『条令』
- ダキアのマルティヌス『表示の諸様態』
- ダキアのボエティウス『最高善について』『表示の諸様態あるいはプリスキアヌス大文法学問題集』
- エルフルトのトマス『表示の諸様態あるいは思弁文法学について』
- ニコル・オレーム『質と運動の図形化』

### 第20巻 - 近世のスコラ学
特にスペインにおけるトマス主義の復活と法思想への貢献。全18編。
- カイエタヌス『名辞の類比について』
- バルトロメ・デ・ラス・カサス『ペルーの財宝について/インディアス評議会に提出した嘆願書』
- フランシスコ・デ・ビトリア
  - 『国家権力についての特別講義』
  - 『最近発見されたインディオについての第一の特別講義』
  - 『インディオについての、または野蛮人に対するイスパニア人の戦争の法についての第二の特別講義』
- ドミンゴ・デ・ソト『正義と法について』
- メルチョル・カノ『神学的典拠について』
- ドミンゴ・バニェス『人間意志を効果的に動かす神の恩寵の援助と被造的自由意思の真にして正当なる調和に関する論考』
- フランシスコ・デ・トレド『アリストテレス霊魂論註解』
- ルイス・デ・モリナ『恩寵の賜物、神の予知、摂理、予定および劫罰と自由裁量との調和』
- フアン・デ・マリアナ『王と王の教育について』
- ロベルト・ベラルミーノ『被造物の階梯による神への精神の飛翔』
- フランシスコ・スアレス
  - 『法律についての、そして立法者たる神についての論究』
  - 『形而上学討論集』
- ガブリエル・バスケス『日本の倫理上の諸問題について』
- レオンハルト・レッシウス『神の完徳と徳性について』
- フアン・デ・ルーゴ『神への信仰の徳について』
- ヨハネス・ア・サンクト・トマ『論理学』